# Genauso anders wie ich
Genauso anders wie ich (Originaltitel Same Kind of Different as Me) ist ein Filmdrama von Michael Carney, das am 20. Oktober 2017 in die US-amerikanischen und am 30. November 2017 in die deutschen Kinos kam. Der Film basiert auf einem Buch von Ron Hall, Denver Moore und Lynn Vincent und hat die wahren Umstände der Bekanntschaft von Hall und Moore und die Geschichte ihrer Freundschaft zum Gegenstand.

## Handlung
Denver Moore wächst in Louisiana auf. Nach dem Tod seiner Großmutter arbeitet er auf einer Farm, welche sein Onkel gepachtet hat, doch nach jahrelanger harter Arbeit flieht er von der Farm. In der Stadt angekommen, versucht er aus Verzweiflung einen Busfahrer zu überfallen und wird von der Polizei gestellt. Nachdem er mehrere Jahre im Gefängnis saß, wird er obdachlos und landet auf der Straße. Sein Leben ändert sich im Jahr 1998, als er in einem Obdachlosenheim auf Ron Hall trifft. Der internationale Kunsthändler freundet sich mit Moore an, auch um die Ehe mit seiner Frau Deborah zu retten. Die Träume seiner Frau führen dazu, dass sich alle drei auf die Reise ihres Lebens begeben.

## Biografischer Hintergrund
Der Film basiert auf dem Buch Same Kind of Different as Me: A Modern-Day Slave, an International Art Dealer, and the Unlikely Woman Who Bound Them Together von Ron Hall und Denver Moore aus dem Jahr 2006, in dem diese ihre Bekanntschaft beschreiben. Hall war zu der Zeit, als sie sich kennenlernten, MBA-Absolvent der Texas Christian University und ein internationaler Kunsthändler, auf dessen langer Liste seiner Stammkunden viele gefeierte Persönlichkeiten zu finden waren. Der Afroamerikaner Moore war bereits ab 1960 arbeits- und obdachlos, saß zehn Jahre im Angola Prison und war nach seiner Entlassung weitere 22 Jahre als Obdachloser in Fort Worth unterwegs.
Kennengelernt hatte er Hall, als dieser zusammen mit Deborah in der Union Gospel Mission in Fort Worth für einige Wochen aushalf. Denver Moore war dort bis zuletzt ehrenamtlicher Mitarbeiter und starb am 31. März 2012 im Alter von 75 Jahren.

## Produktion
Regie führte Michael Carney, der gemeinsam mit Alexander Foard und Ron Hall auch die Drehbuchadaption des Buches übernahm, das dem Film als Grundlage diente.
Greg Kinnear übernahm die Rolle von Ron Hall, der auch an der literarischen Vorlage zum Film als Autor beteiligt war.
Der Film wurde Ende 2014 in Jackson im US-Bundesstaat Mississippi gedreht. Die Filmmusik komponierte John Paesano. Der Soundtrack zum Film umfasst 27 Musikstücke und wurde am 20. Oktober 2017 von Sony Music veröffentlicht.
Im August 2016 wurde ein erster Trailer zum Film veröffentlicht, den Stuart Heritage als „den schlimmsten, aufdringlichsten [Trailer] des Jahres“ beschreibt.
Ursprünglich sollte der Film von Paramount vertrieben werden, dann übernahm allerdings Pure Flix den Vertrieb und brachte den Film am 20. Oktober 2017 in die US-amerikanischen Kinos. Am 30. November 2017 kam der Film in die deutschen Kinos.

## Rezeption

### Altersfreigabe
In den USA wurde der Film von der MPAA PG-13 eingestuft. In Deutschland ist der Film FSK 6. In der Freigabebegründung heißt es: „Die christlich geprägte Geschichte um Vorurteile, Vergebung und Versöhnung konzentriert sich auf die einfühlsam gezeichneten Figuren. Einzelne gewalthaltige Szenen können Kinder im Vorschulalter irritieren, während bereits 6-Jährige diese Aspekte in den Kontext einordnen und verstehen können. Ihnen bieten die harmonische Auflösung der Konflikte und die klare moralische Haltung des Films genug Halt, sodass sie ihn ohne Überforderung verarbeiten können.“

### Kritiken
Birgit Roschy von epd Film resümiert in ihrer Kritik, im Film ersticke die wichtige Frage, was Mitmenschlichkeit bedeutet, weitgehend im Kitsch der schmalzigen Musik und symbolträchtigen Landschaftsbilder und last not least auch im nervenden Kleinmädchengehabe von Renée Zellweger: „Am Ende bleibt der Eindruck einer guten Geschichte, der in der Verfilmung zu viele Kanten abgeschliffen wurden.“

### Ehrungen
Am 18. Dezember 2017 gab die Academy of Motion Picture Arts and Sciences bekannt, dass sich der aus dem Film stammende Song Stubborn Angel in einer Vorauswahl von 70 Liedern befindet, aus der die Nominierungen in der Kategorie Bester Filmsong im Rahmen der Oscarverleihung 2018 bestimmt werden. Am gleichen Tag gab die Academy bekannt, dass sich John Paesanos Arbeit auf einer Shortlist befindet, aus der die Nominierungen in der Kategorie Beste Filmmusik erfolgen werden.